# Christian Leichner
Christian Leichner (Córdoba, Argentina, 11 de marzo de 1982) es un futbolista argentino. Juega de delantero y actualmente milita en Deportes Naval de la Primera B de Chile.
Es el hermano mayor del futbolista argentino Matías Leichner, con quien comparte equipo en el Deportes Naval de la Primera B de Chile.

## Clubes
| Club                   | País      | Año           |
| ---------------------- | --------- | ------------- |
| Racing (CBA)           | Argentina | 2002- 2003    |
| Universitario (CBA)    | Argentina | 2004-2005     |
| Deportivo Maipú        | Argentina | 2005          |
| Presidente Roca        | Argentina | 2006          |
| 9 de Julio             | Argentina | 2006          |
| Sportivo Patria        | Argentina | 2007          |
| Talleres (Perico)      | Argentina | 2007-2008     |
| General Paz Juniors    | Argentina | 2008-2009     |
| Unión Sunchales        | Argentina | 2009-2010     |
| Gimnasia y Esgrima (M) | Argentina | 2011          |
| Sport Huancayo         | Perú      | 2011          |
| Deportes Naval         | Chile     | 2012          |
| Tiro de Morteros       | Argentina | 2013-presente |